# Umm Kulthum
Umm Kulthum (Arabisch: أم كلثوم, in het Frans ook bekend als Oum Kalsoum) (Tamayya z-Zahira, Daqahliyah, 4 mei 1904 – Caïro, 3 februari 1975) was een Egyptische zangeres en musicus.
Umm Kulthum was een beroemde en zeer geliefde zangeres uit de Arabische wereld. Kulthum trad op in het gehele Midden-Oosten en in 1967 een keer in Parijs.. Ook veertig jaar na haar sterfdag was ze nog een van de best verkopende artiesten in de Arabische taal. Umm Kulthums zangstijl en vooral haar volle en diepe stem worden door velen geïmiteerd.
Umm Kulthum geldt als een van de belangrijkste representanten van de Arabische muziek in de twintigste eeuw.

## Naam
Umm Kulthum was de voornaam van de derde van de vier dochters van profeet Mohammed en Khadija. Men schrijft de Arabische naam in andere talen op verschillende wijzen; Umm Kulthum gebruikt men in het Engelse taalgebied.

## Jeugdjaren
Haar vader al-Shaykh Ibrahim al-Sayyid al-Baltaji (overleden 1932) was imam van de plaatselijke moskee, naar verluidt een zeer vroom man. Haar moeder Fatma al-Maliji (overleden 1947) was huisvrouw. Het gezin woonde in Tammay al-Zahayra, een dorp van 1665 inwoners nabij de stad El Senbellawein in het gouvernement Ad Daqahliyah in de Nijldelta. Umm Kulthum was de jongste van drie kinderen, na haar 10 jaar oudere zus Sayyida en haar 1 jaar oudere broer Khalid. Ibrahim verdiende bij door met zijn zoon en met zijn neefje Sabr religieuze liederen te zingen op huwelijken en andere feesten. Toen Umm Kulthum tussen 5 en 8 jaar oud was, viel ze een keer in als vervanger van Khalid; nadien mocht ze blijven meedoen.
Toen ze vijf jaar oud was, volgde ze haar broer naar de kuttab, de koranschool in het dorp. Nadat de leraar overleden was, volgde ze nog drie jaar school in een buurdorp op enkele kilometers afstand. Het uit het hoofd leren opzeggen van de koran gaf haar een goede beheersing van het klassiek Arabisch. Ze luisterde ook naar grammofoonplaten in het huis van haar schoolvriendin, de dochter van de 'umda (dorpsleider).
Het jonge zangeresje werd vaak gevraagd en het pas verbeterde wegen- en spoorwegennet maakte optredens verder van huis mogelijk. Zelf zou ze die vroege populariteit later wegwuiven als voornamelijk ingegeven door nieuwsgierigheid naar een zevenjarig meisje dat over de profeet zong. Haar vader trad zeer beschermend op door haar in jongenskledij te hullen en door af te spreken dat tijdens optredens geen alcohol mocht geschonken worden.
Tussen 1910 en 1920 werd ze meer en meer gevraagd door klanten uit de betere klasse en door professionals uit de entertainment-industrie. De contractuele voorwaarden schoten omhoog van aanvankelijk 10 piasters of hoogstens 1,5 pond naar 8 tot zelfs 10 pond per optreden. In de periode 1920-1922 kwamen daar regelmatige optredens in het centrum van Cairo bij, nadat ze daarheen verhuisd was ten tijde van de Wafd-opstand tegen het Britse bewind in 1919.

## Sterstatus
Vanaf 1922 circuleerde ze in de hoogste muzikale kringen van Cairo. Een optreden bestond meestal uit een selectie van religieuze en lichtere liederen met uitsluitend vocale begeleiding. In 1923 tekende ze een contract bij de platenmaatschappij Odeon; tussen 1924 en 1926 kwamen 14 commercieel succesvolle platen uit met niet-religieuze muziek, waarvoor ze 50 pond per opname kreeg.
Vanaf 1924 werkte ze hard aan haar muzikale ontwikkeling; ze nam zang- en compositielessen en leerde oed spelen. Haar belangrijkste leraar was al-Shaykh Abu 'l-'lla Muhammad tot aan diens dood in 1927. Ze bestudeerde bewust de kledij en de houding van rijke en wereldse Egyptische dames, en liet de mannenkleren voor wat ze waren.
Het jaar 1926 was een scharniermoment in haar carrière. Ze tekende een contract bij The Gramophone Company met producer S.H. Sheard en ontving 80 pond per plaat (100 pond in 1927) naast een vast jaarlijks salaris met het ongehoord hoge bedrag van 2000 pond. Tot 1959 zou Umm Kulthum contracten op basis van winstpercentages blijven weigeren. De dichter Ahmad Rami schreef 10 teksten voor haar. Ze vroeg de jonge componist Muhammad al-Qasabji ze op muziek te zetten. Het populaire "Akhadt Sootak min Ruuhi" was een resultaat van deze samenwerking. Ze schakelde ook over op instrumentale begeleiding met qanûn, viool, oed en riq (een kleine tamboerijn). Haar orkest telde muzikanten die op dat moment al enige faam genoten, zoals qanûn-speler Muhammad al-'Aqqad en violist Sami al-Shawwa naast de eerder genoemde al-Qasabji op de oed. Haar broer Khalid bleef aan als begeleidende zanger, uitgedost in een Europees pak.
Haar nieuwe aanpak bracht haar in rechtstreekse concurrentie met de bekende Munira al-Mahdiyya, die vergeefs een lastercampagne organiseerde met behulp van bevriende journalisten, zich naderhand opnieuw probeerde te lanceren met een duur operaproject, en ten slotte in de vergetelheid raakte.
Umm Kulthum vermeed buitenlandse opdrachten meestal door exorbitante vergoedingen te eisen, maar trad in 1931 uiteindelijk toch in Syrië op, misschien onder druk van de economische crisis.

## Radio
In 1930 tekende Umm Kulthum nog een winstgevend contract bij Odeon maar kort daarna stortte de markt voor geluidsopnamen in doordat luisteraars overschakelden naar de radio. In 1934 accepteerde ze een aanbod van Medhat Assem om voor de Egyptische radio te werken, vooral om niet te moeten onderdoen voor haar rivaal Mohammed Abdel Wahab; in feite hield ze niet van optreden zonder publiek. Beiden kregen optredens op donderdagavond en kregen 25 pond voor elk twee liedjes. In 1937 bedong Umm Kulthum live-uitzendingen van sommige van haar concerten. Dat leverde haar 3 tot 4 uur prime time per maand op. Vanaf dan werd de eerste donderdag van elke maand 36 jaar lang de "Umm Kulthum-avond".
Ze paste haar repertoire aan aan het nieuwe medium en zong minder godsdienstige liederen en meer populaire deuntjes, vaak ook in het dialect. Later, in de jaren 1940, wisselde ze opnieuw van stijl en herintroduceerde ze de traditionele Arabische qasa'id. Deze aanpassingen raakten telkens een snaar bij het publiek en maakten haar tot nationaal symbool.

## Film
Vanaf de jaren 1930 werden in Egypte muziekfilms geproduceerd. Umm Kulthum had al een rol gespeeld in Sons of Aristocrats maar raakte sterker geïnteresseerd in het medium na Al-Ward al-Bayda van Abdel Wahab in 1935 en begon aan de eerste van haar 6 films, Widad, geproduceerd door Studio Misr met een scenario van Ahmad Rami op basis van een idee van Umm Kulthum. De mannelijke hoofdrolspelers waren Ahmad 'Allam en Munassa Fahmi. Het werd de eerste Egyptische inzending voor een internationaal filmfestival (Londen).
Naderhand volgden nog Nashid al-Amal (Lied van de hoop, 1937), Dananir (1940), Aydah (1942), Salamah (1945) en Fatmah (1947).

## Later werk
Vanaf 1956-1957 maakte ze een comeback. Ze tekende een contract by Misrophon en werkte vanaf 1964 samen met haar aanvankelijke concurrent Abdel Wahab. Veel van het werk bestond uit commerciële liefdesliederen, zoals het erg populaire Enta 'Oemri ("Jij bent mijn leven"). Sommige van de teksten werden door het publiek ook politiek geïnterpreteerd, zoals "geef me mijn vrijheid" (Palestijnse strijd) en "de dagen zijn voorbij" (dood van Nasser). In 1960 was ze de eregaste bij de opening van de Egyptische televisie; vanaf dan liet ze ook toe dat sommige concerten gefilmd werden, onder strikte voorwaarden om de beleving van het publiek niet te hinderen.

## Politiek engagement
Tot na de Tweede Wereldoorlog had Umm Kulthum zich onthouden van uitdrukkelijke politieke standpunten, hoewel haar gebruik van traditionele vormen in de muziek haar voor sommigen wel tot een symbool van Egyptische onafhankelijkheid (ten opzichte van het Westen) maakte. Daarna toonde ze zich meer en meer vaderlandslievend en vroom. Na de nederlaag bij al-Faluja in de Arabisch-Israëlische Oorlog van 1948 nodigde ze de soldaten van de getroffen afdeling bij haar thuis uit. In juli 1952 steunde ze de Egyptische revolutie en raakte ze goed bevriend met president Gamal Abdel Nasser. Tot 1960 zou haar repertoire voor de helft uit patriottische liederen bestaan. Haar nummer Wallāhi Zamān, Yā Silāḥī ("Het is zo lang geleden, mijn wapen") werd zelfs het Egyptische volkslied van 1960 tot 1979. Ze creëerde ook nationalistische liederen voor Koeweit en Irak.
In de aanloop naar de Zesdaagse Oorlog voedde ze met de keuze van haar liederen en met uitspraken in interviews de oorlogszucht. Ze benadrukte de overwinningen van Nasser uit het verleden en voorspelde een nieuwe overwinning: "Ik zal dit jaar nog in Tel Aviv zingen!" Ze beloofde benefietconcerten voor de strijdkrachten en schonk 5000 pond voor de oorlogsinspanning.
Na de snelle nederlaag verwierf ze een sterk nationaal en panarabisch profiel met een reeks benefietconcerten voor haar vaderland, aanvankelijk in Egypte zelf, maar later in de hele Arabische wereld. Een al eerder gepland concert in de Parijse Olympia (november 1967, haar enige concert buiten de moslimwereld) werd gerecupereerd tot een steunbetuiging aan Egypte als leider in de strijd voor de Palestijnse zaak. De benefietoptredens brachten 1,1 miljoen pond aan geld en gouden juwelen op. Daarnaast werd ze een belangrijke vertegenwoordiger van de Nationale Vergadering van Egyptische Vrouwen, een patriottische beweging die eveneens geld en juwelen inzamelde voor de voortzetting van de oorlog.

## Relaties
Umm Kulthum heeft lange tijd de Egyptische traditie getart door ongehuwd te blijven. In de jaren 1920 circuleerden vermoedens van relaties, zoals met de dichter en tekstschrijver Ahmad Rami. Later kreeg ze een aanzoek van Sharif Sabri Pasha, oom van de koning. Tot haar ontsteltenis werd de verloving tegengehouden door de koninklijke familie. Ze huwde met muzikant Mahmud Sharif, maar het huwelijk werd al na enkele dagen ontbonden. In 1954 sloot ze dan haar "echte" huwelijk met de dermatoloog Hasan al-Hifnawi.

## Ziekte
Gedurende een groot deel van haar leven, vooral vanaf de tweede helft van de jaren 1940, werd ze geplaagd door gezondheidsproblemen. Ze was snel vermoeid en had last van haar bovenste luchtwegen wegens een schildklieraandoening. Haar kenmerkende donkere bril was aanvankelijk een bescherming tegen een chronische oogontsteking. In het begin van de jaren 1950 werkte ze volgens een beperkt schema. Ze is verscheidene malen naar Europa en naar de Verenigde Staten gereisd voor medische behandeling.
In 1971 kreeg ze achtereenvolgens een galblaascrisis en een nierinfectie. In het seizoen 1972-1973 gaf ze nog één concert. Bij de 12 uur durende studioopname van Hakam 'Aleena 'l-Hawa moest ze op een stoel blijven zitten; ze heeft het nummer nooit live op een podium kunnen brengen. Op 21 januari 1975 was er sprake van een niercrisis gevolgd door hartfalen en overlijden op 3 februari.